# Kloster Lorch

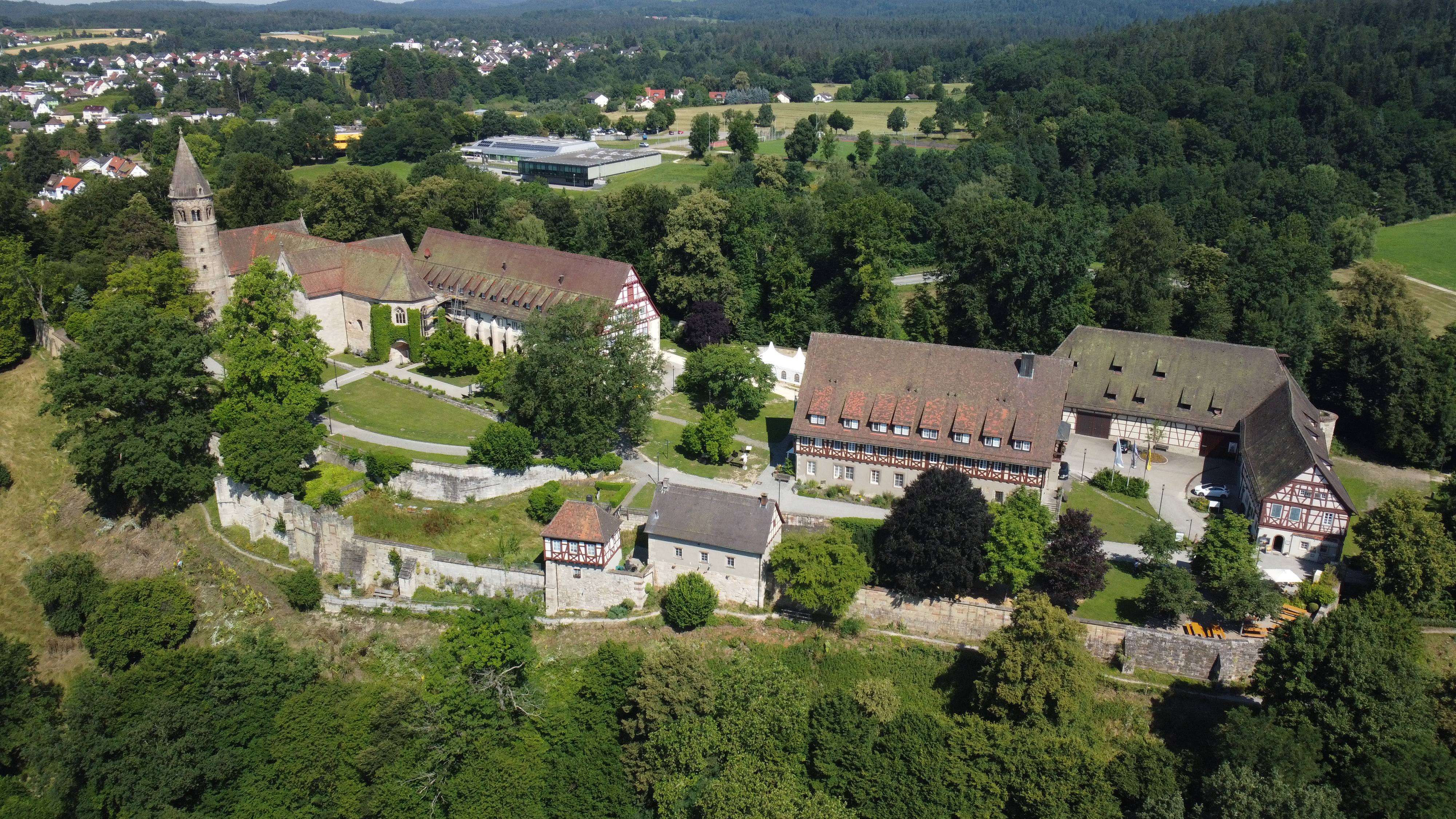
Gesamtansicht, 2022

Das Kloster Lorch ist eine ehemalige Benediktinerabtei in Lorch in Baden-Württemberg (Deutschland). Es war das Hauskloster der Staufer.

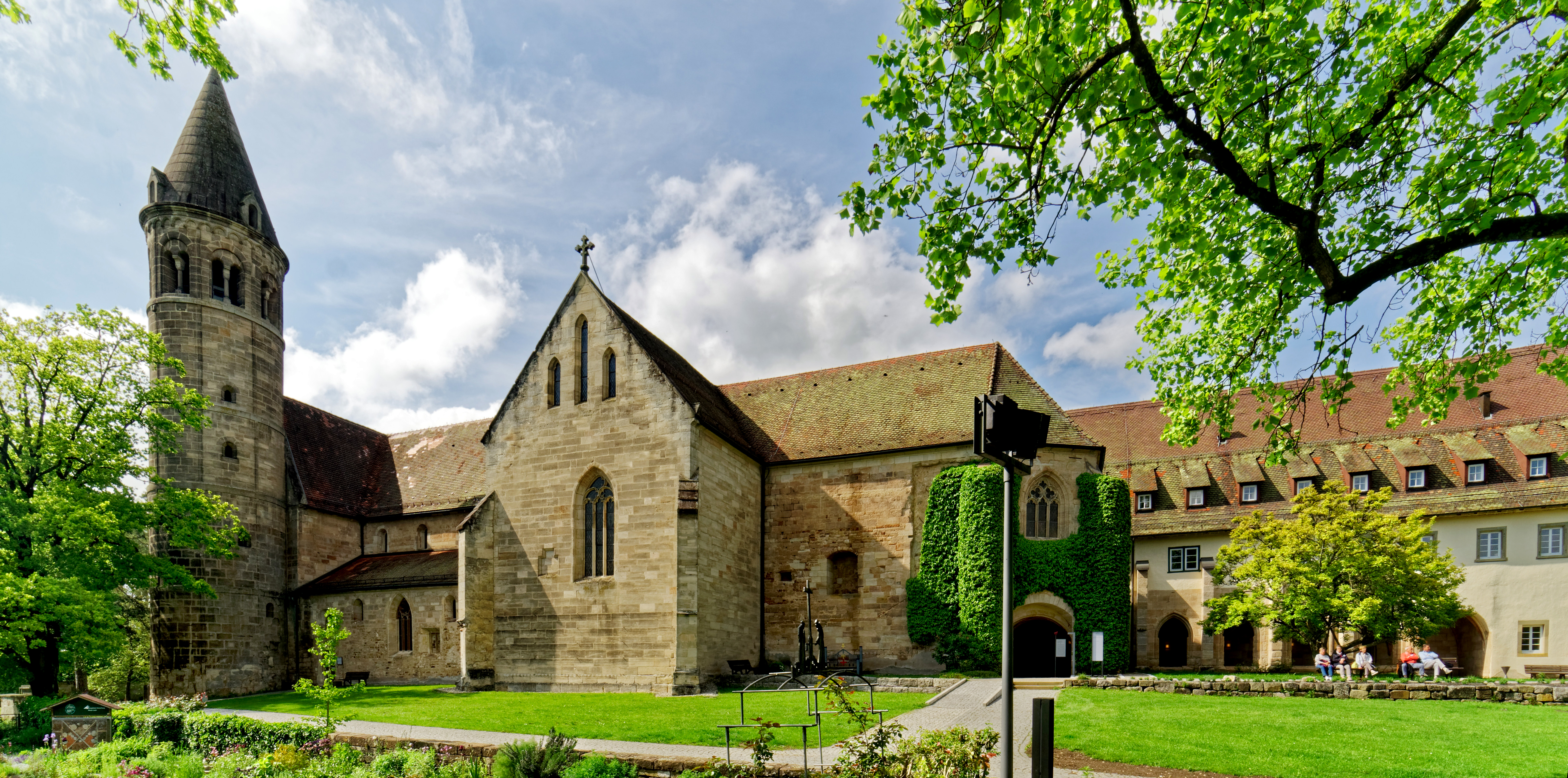
Klosterkirche

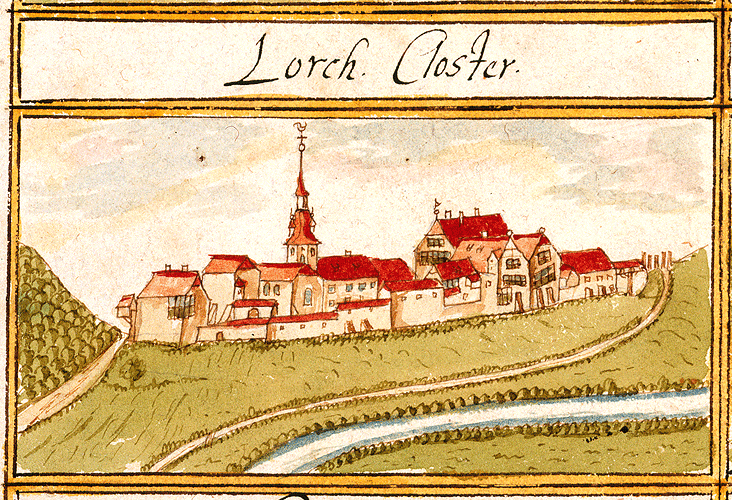
Ansicht aus Andreas Kiesers Forstlagerbuch, 1685

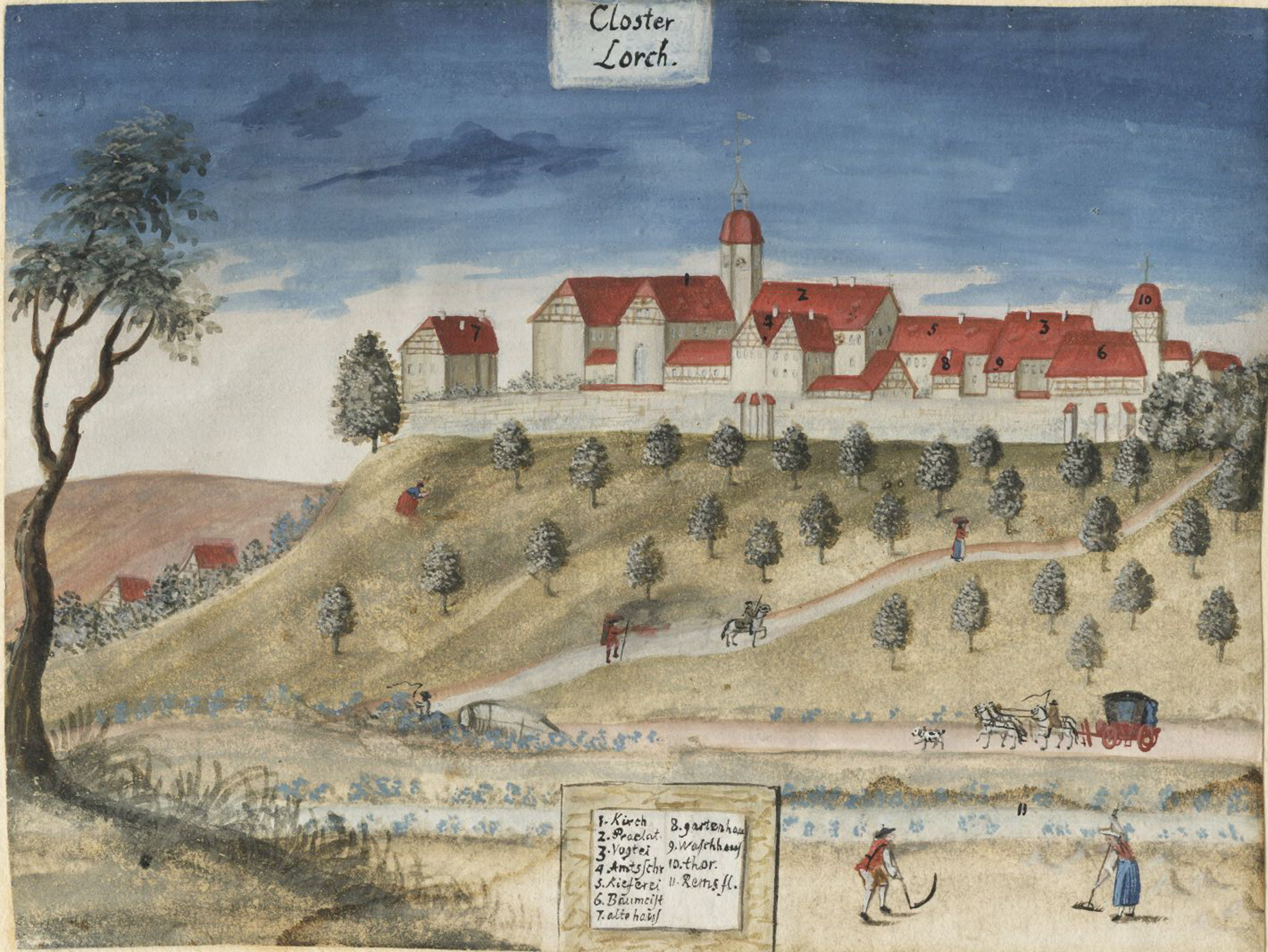
Kloster Lorch, Ansicht des 18. Jahrhunderts

Lageplan des Klosters (1898)

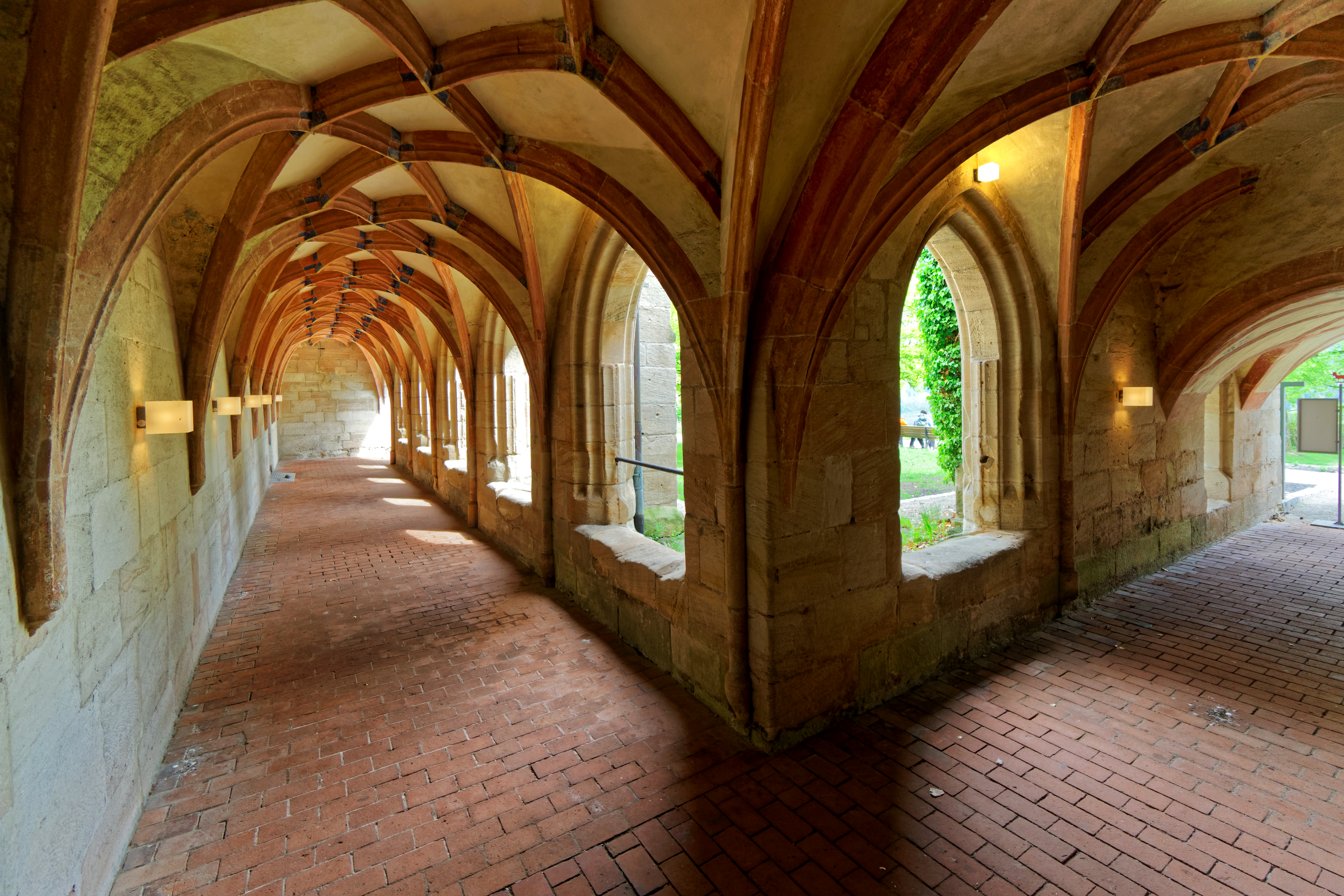
Kreuzgang

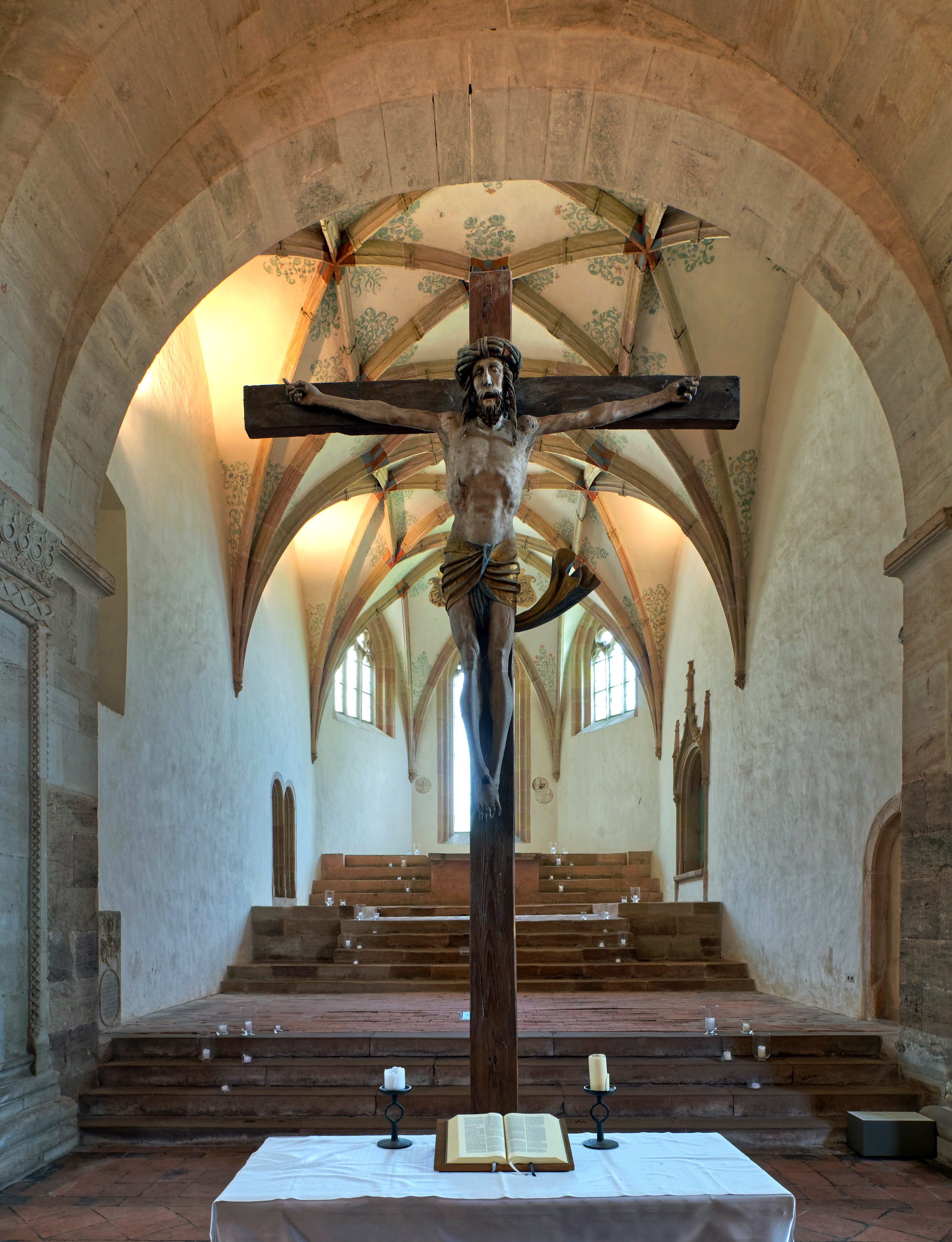
Christus

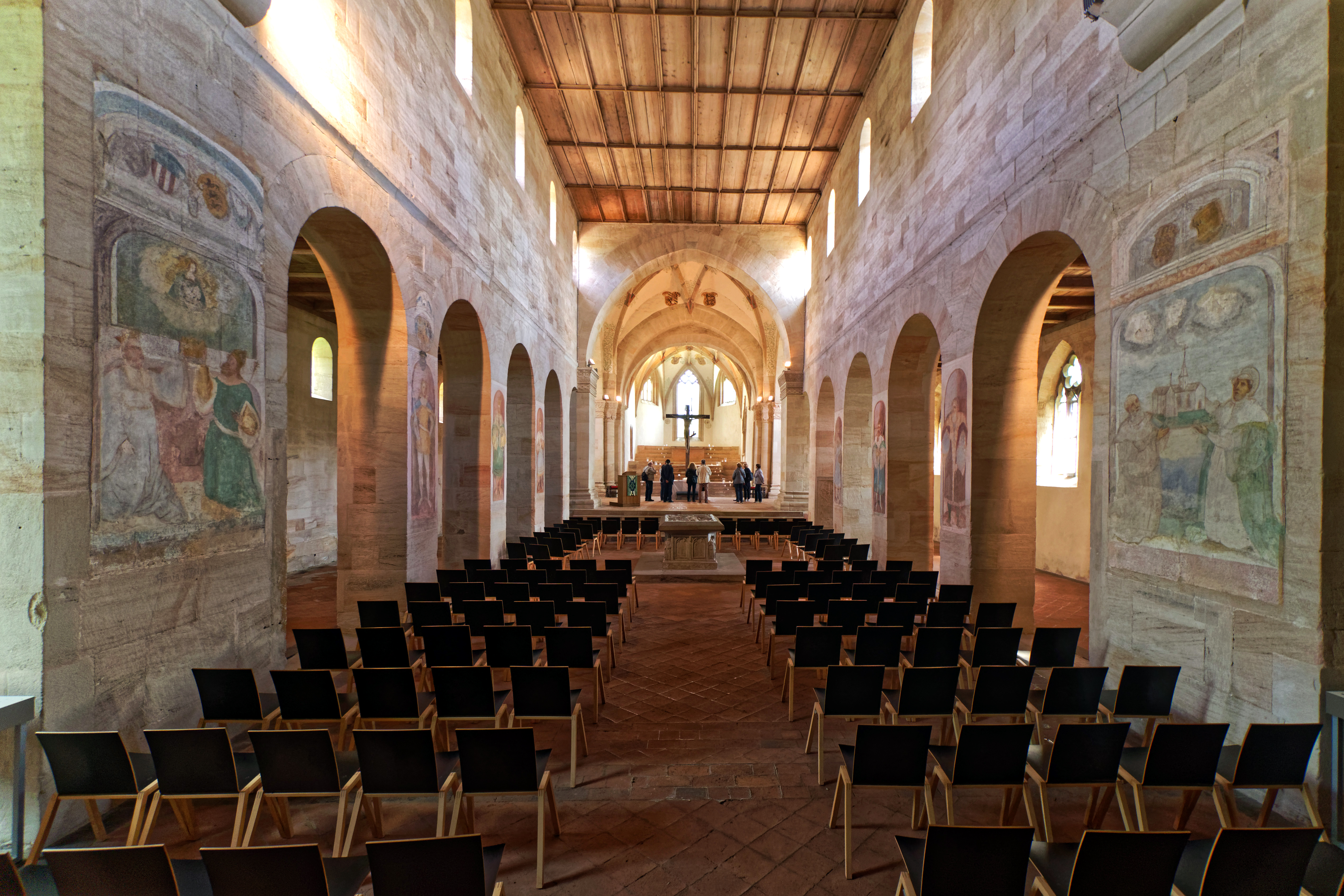
Innenraum der Klosterkirche

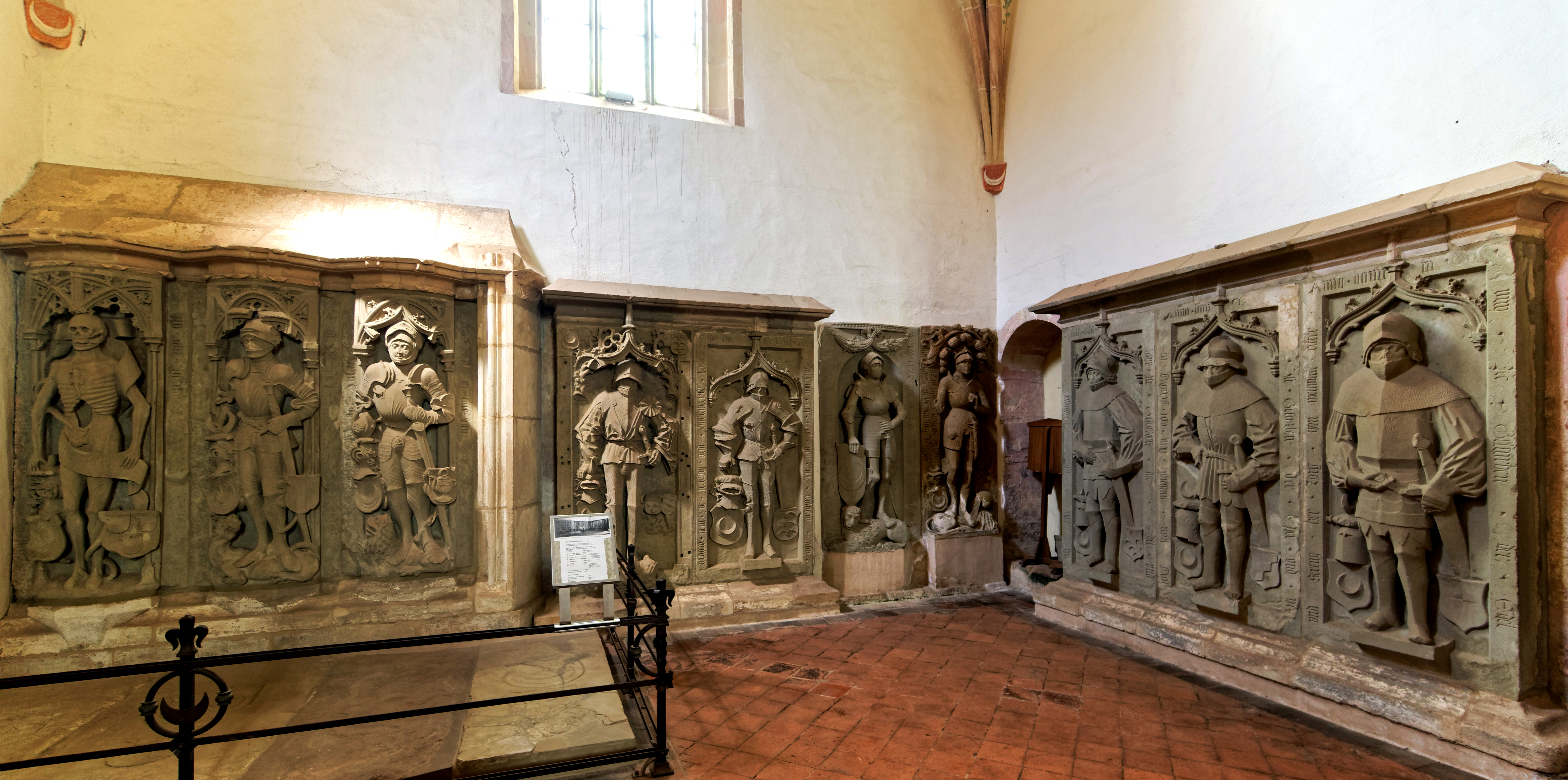
Epitaphe in der Kirche

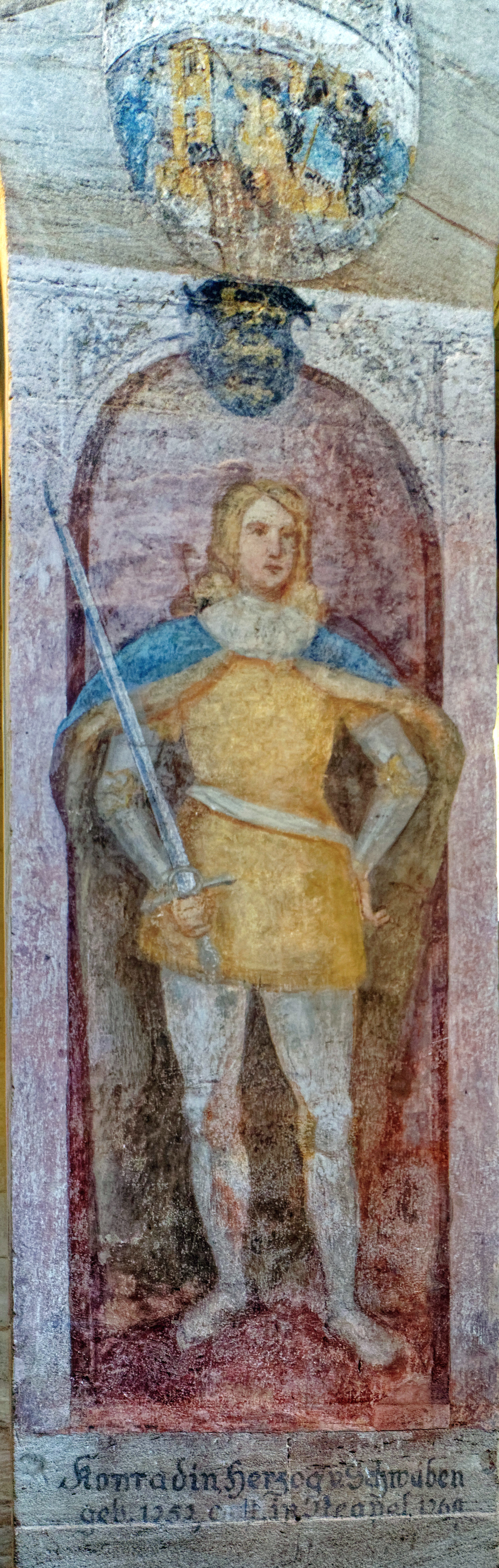
Wandmalerei: Herzog Konradin von Schwaben

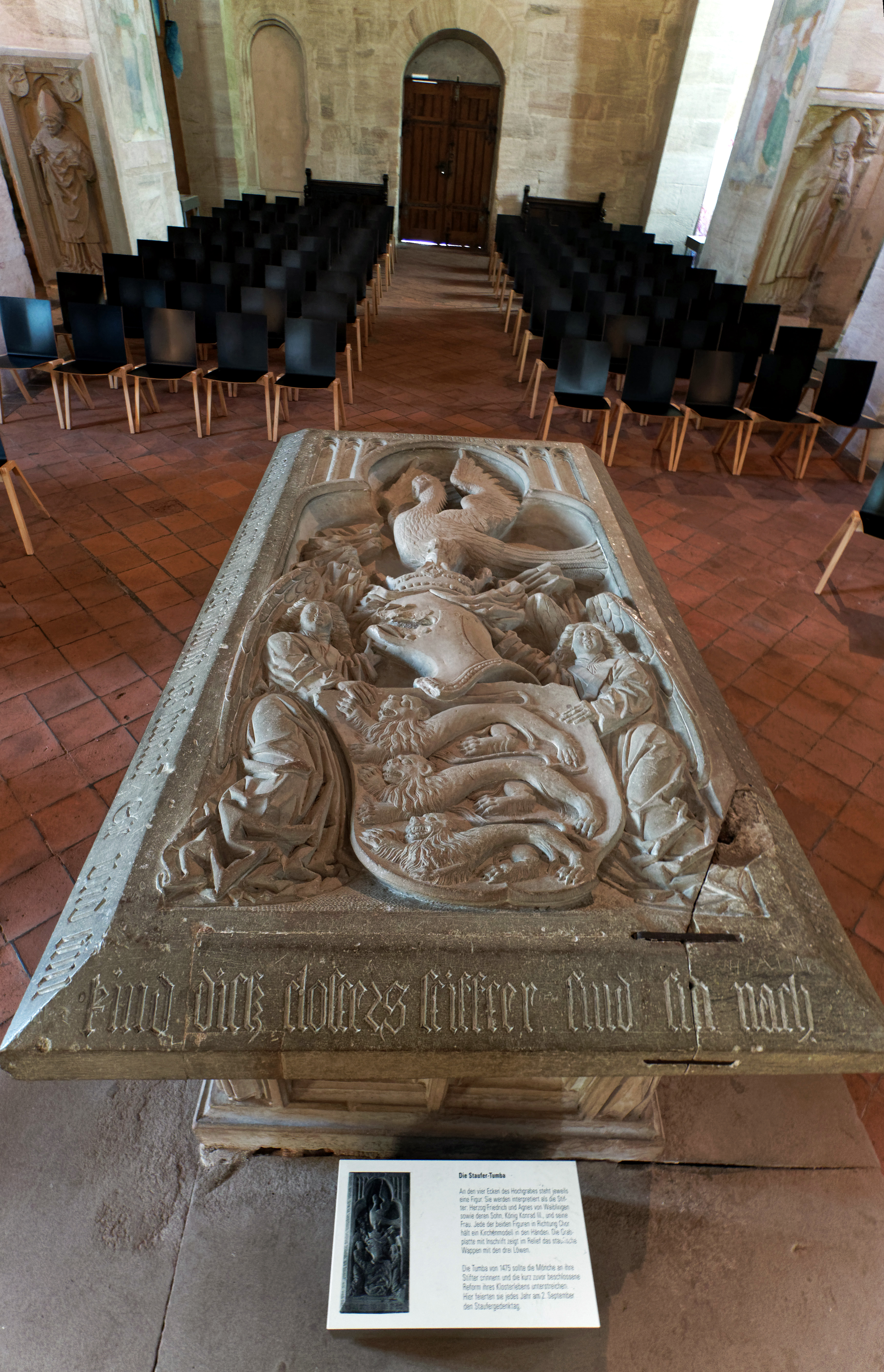
Spätgotisches Staufergrabmal

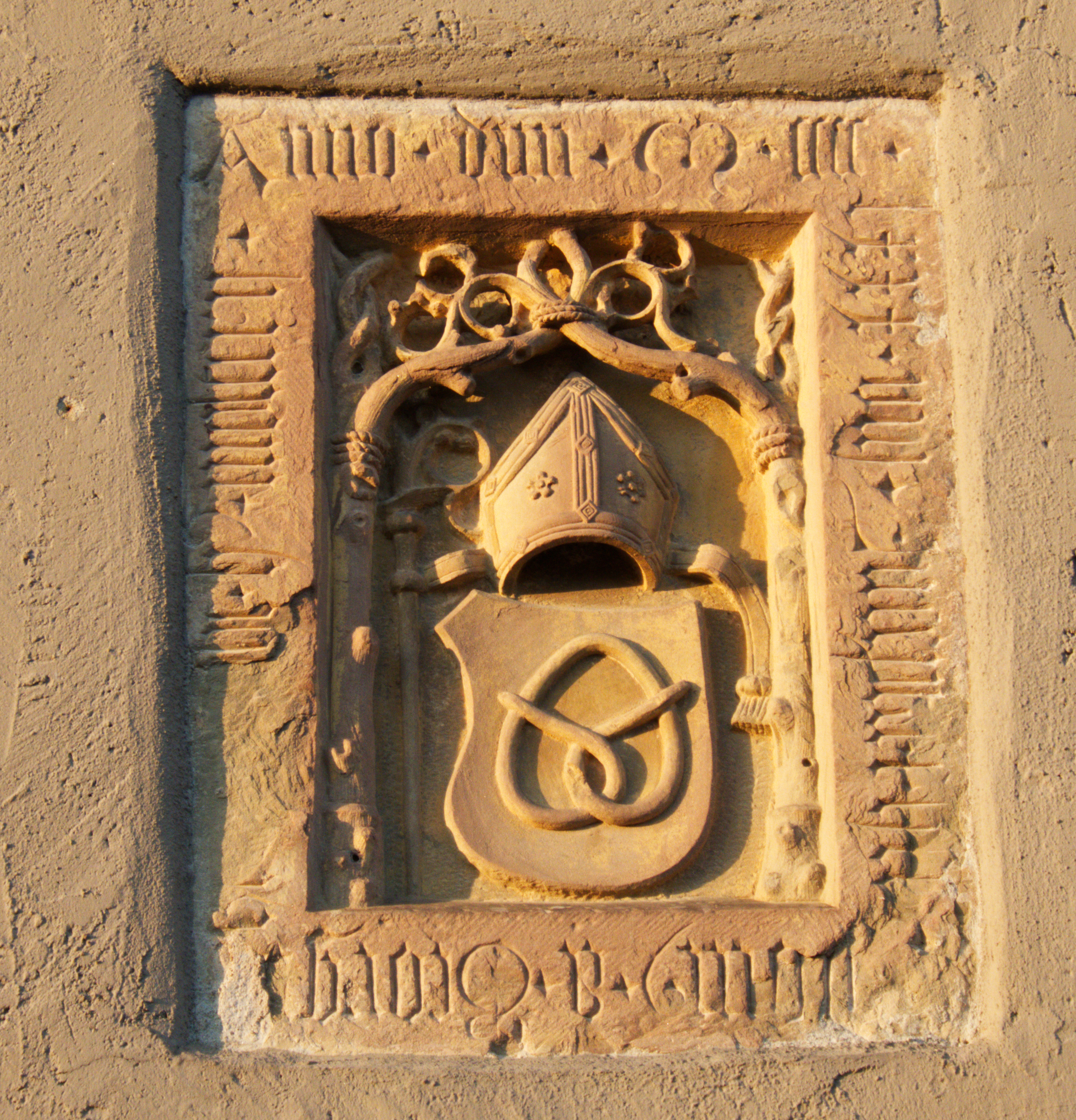
Wappenschmuck mit einer Brezel, Wappen von Abt Georg Kerler 1481–1510

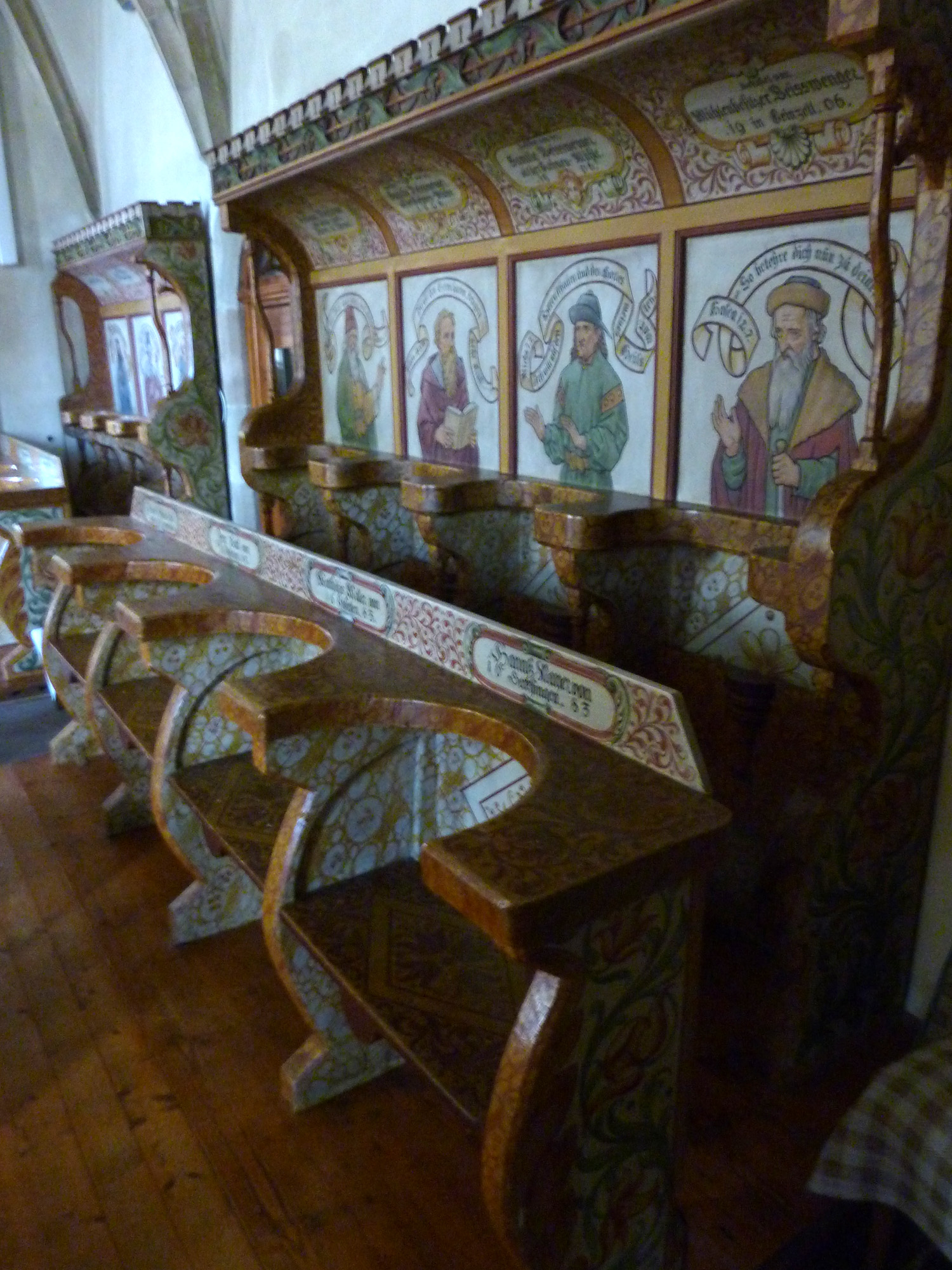
Lorcher Chorgestühl (heute in Täferrot)

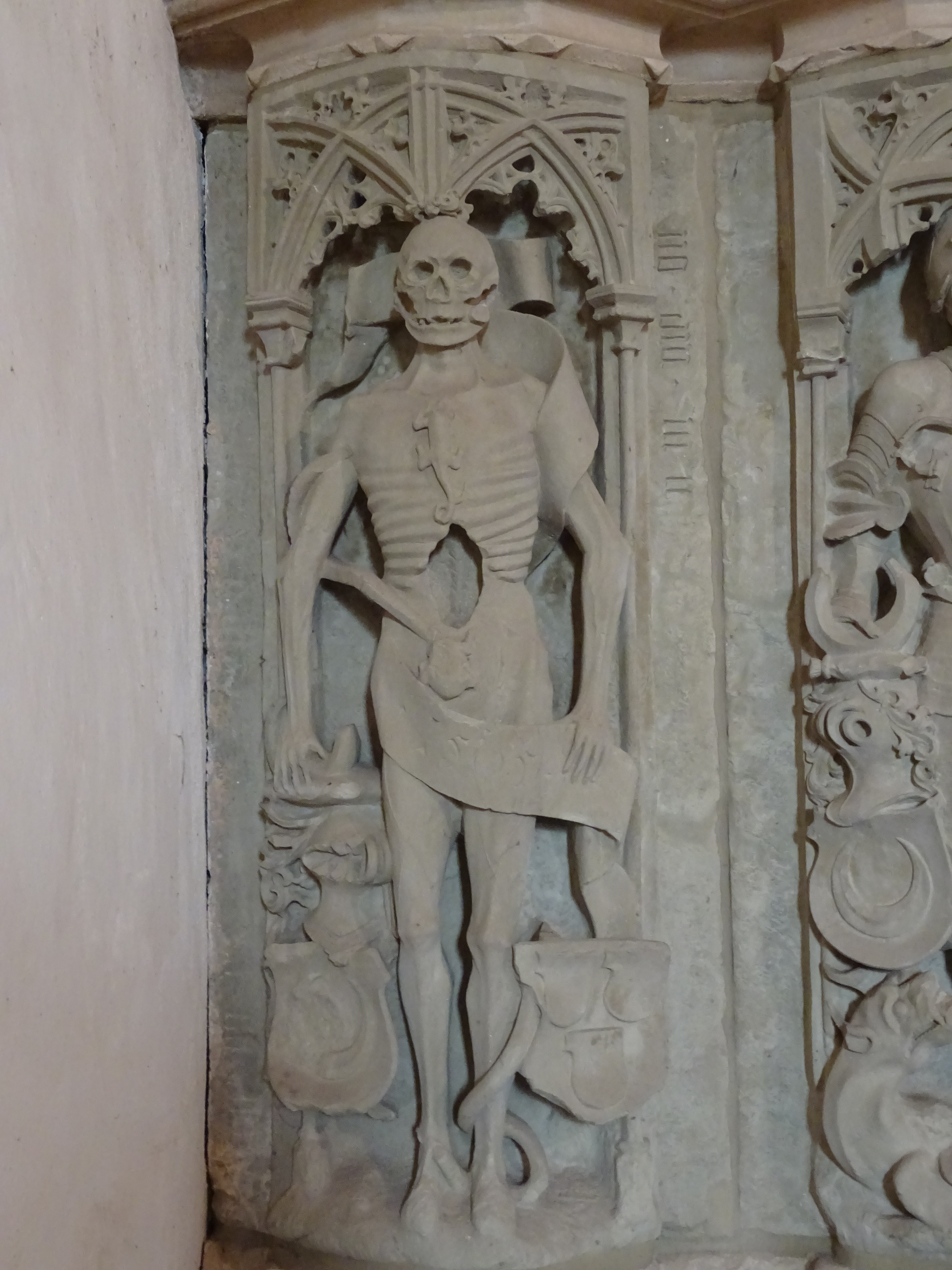
Epitaph von Ulrich I. von Woellwarth

## Geschichte

### Mittelalter
Das Benediktinerkloster Lorch wurde um 1102 von dem Staufer Herzog Friedrich I. und seiner Familie gestiftet. Die sogenannte Gründungsurkunde hat sich mittlerweile als Fälschung aus der zweiten Hälfte des 12. Jahrhunderts herausgestellt, dürfte aber den Sachverhalt im Wesentlichen richtig wiedergeben. Lorch wurde dem Papst unterstellt, wie es für Klöster der Hirsauer Reform üblich war, doch behielten sich die Staufer die Vogtei vor.
Die Anfänge der Grundherrschaft des Klosters Lorch waren ungeachtet der Machtstellung seiner Stifter bescheiden.
Die Gründungsausstattung des Benediktinerklosters umfasste zunächst das staufische Hausgut in Lorch und einzelne umliegende Güter um den Hohenstaufen und nördlich der Rems. Außerdem bedachten die Staufer ihr Kloster mit Fernbesitz. Dazu gehörte sicher Ebermergen bei Harburg. Weiterer Besitz im Ries ist möglich. Möglicherweise von den Saliern, d. h. aus der Mitgift der Kaisertochter Agnes, der Gattin Friedrichs I., stammen die Güter auf dem Albuch bei Bolheim und vielleicht auch des Amtes Hohenlohe auf dem Härtsfeld. Von 1140 bis 1208 diente die Abtei als eine der Grablegen der Staufer.
Die Kräfte richteten sich zunächst auf die Errichtung von Kirche und Klausurgebäuden. Erst 1139 konnte an die Überführung der verstorbenen Staufer von der Stiftskirche in die neue Klosterkirche gedacht werden. Dank der Unterstützung des Königs Konrad III. machte das Kloster gute Fortschritte.
Die Situation des Klosters in der späteren Stauferzeit kann als gut bezeichnet werden. Die Abteikirche wurde um die Wende zum 13. Jahrhundert mit Schmuckpfeilern und einem Turm über der Vierung versehen, wodurch die Staufergrablege auch nach außen hin optisch zur Geltung kam.
Der staufische Zusammenbruch bedeutete für das Kloster akute Gefahr: ehemalige Ministerialen beanspruchten einzelne Rechte, die aber zumeist mit Geld abgelöst werden konnten. Gefährlicher noch war der Zugriff des Grafen Ulrich I. von Württemberg. Er versuchte, die Vogtei über das Kloster zu übernehmen. Auch Walter II. Schenk von Limpurg forderte Vogteirechte über verschiedene Klosterorte. Letztlich konnte jedoch keiner seine Ansprüche durchsetzen. Rückhalt fand das Kloster bei den Herren von Rechberg. Außerdem konnte sich Lorch auf ein System gegenseitiger Unterstützung durch die benachbarten Klöster wie Murrhardt, Komburg und Anhausen stützen, so wie der Abt auch diesen bei Streitigkeiten zu Hilfe kam.
Nach der Königswahl des Habsburgers Rudolf I. stellte dieser 1274 das Kloster Lorch unter die Vogtei des Reiches. Das hatte zur Folge, dass es in seine Konflikte mit Graf Eberhard I. von Württemberg hineingezogen wurde. Die Benediktiner gerieten damit in eine Zwickmühle, denn sie strebten den Ausbau ihrer Güter um Münster am Neckar an, also mitten im Machtzentrum Württembergs. Das Eingehen eines Schutzverhältnisses mit dem Grafen 1291, unmittelbar nach dem Tode Rudolfs, war die Folge.
Zu Beginn des 14. Jahrhunderts geriet die Abtei in eine ernste Krise. Zum einen wurde ihr Gebiet von den häufigen Kriegszügen im Lande verheert, zum anderen gingen die Stiftungen, was Größe und Anzahl betraf, merklich zurück. Eine letzte große Übertragung betraf 1279 Güter in Bietigheim, Bissingen und Hohenhaslach. Das Kloster sah sich nun gezwungen, Besitz zu verkaufen, wobei mit Bolheim, Dettingen am Albuch und Erpfenhausen ein ganzer Güterkomplex verloren ging. Um 1329 war der Tiefpunkt erreicht: Papst Johannes XXII. musste dem bereits zurückgetretenen Abt Kuno von Gundelfingen befehlen, als Pfleger weiter zu amtieren.
Die mühsame Sanierung ging einher mit einem Wechsel der tonangebenden Kreise im Kloster. Lorch geriet unter den Einfluss der ostschwäbischen Adelsfamilien Schechingen, Woellwarth und Arberg.
Der Machtzuwachs Württembergs in Ostschwaben führte letztlich dazu, dass Abt und Konvent sich dessen Herrschaft nicht entziehen konnte, auch wenn das Kloster nominell noch lange Zeit unter der Vogtei des Reiches stand. Die Interessen des Remstalklosters waren bald so sehr mit Württemberg verzahnt, dass es keine Möglichkeit zu einer selbständigen Territoriumsbildung mehr gab. Die Güterpolitik zielte nun auf die Abrundung der Grundherrschaft nördlich der Rems durch Tauschaktionen mit anderen Klöstern und den Zukauf von strategisch wichtigen Punkten wie der Burg Leineck. Ein weiteres Ziel war der Ausbau in den Weinbaugebieten an der Enz und am mittleren Neckar. Besonders traten nun Weinbau und -handel als Geldquelle hervor. Gegen Ende des 14. Jahrhunderts hatten die Mönche die kostspielige Direktbewirtschaftung ihrer Weingüter um Stuttgart aufgegeben. Mit der wirtschaftlichen Belebung gingen deutliche Anzeichen für einen religiösen und kulturellen Aufschwung einher. Der 1462 von Graf Ulrich V. veranlasste Anschluss an die Melker Reform fügte sich in dieses Gesamtbild nahtlos ein und traf auf geringen Widerstand. Der adlige Abt Nikolaus Schenk von Arberg wurde schon bald vom bürgerlichen Jodokus Winkelhofer abgelöst.
Die Reform zog eine lebhafte Bautätigkeit nach sich, die im Verein mit den Geldforderungen des Grafen eine neue Finanzkrise hervorrief. Das Kloster beantwortete das mit der Erneuerung und Intensivierung seiner Rechte, was wiederum den Zorn seiner Untertanen hervorrief.
Das Kloster hatte nach und nach seine Besitzungen auf der Ulmer Alb und auf dem Härtsfeld (Amt Hohenlohe), also außerhalb der württembergischen Machtsphäre, abgestoßen. Abt Georg Kerler kompensierte die Einbindung in das Staatswesen mit einer aktiven landständischen Politik. Im Machtvakuum während der Minderjährigkeit Herzog Ulrichs bot sich ihm für einen historischen Moment nochmals die Perspektive der Reichsunmittelbarkeit, doch wurde sie nicht konsequent genug genutzt. Unter Abt Sebastian Sitterich kehrte Lorch zur engen Kooperation mit dem Herzog zurück. Vielleicht haben die Benediktiner damals schon erkannt, dass ihre Machtmittel zu gering waren. Im Armen Konrad 1514 und im Bauernkrieg 1525 trat dies dann klar zutage. Die Mönche wurden von den aufständischen Bauern ausgeplündert, die Gebäude angezündet. Von den Schäden konnte sich das Kloster nur mühsam erholen. Darüber hinaus wurde es bereits von der Säkularisation bedroht, da die württembergischen Landstände darin einen bequemen Weg aus der Schuldenkrise des Herzogtums sahen. Zwar hatten die Habsburger noch die Hand über die Prälaten gehalten (und sich den Schutz teuer bezahlen lassen), doch bedeutete die Rückkehr des vertriebenen Herzogs Ulrich 1534 die Einführung der Reformation, die Vertreibung der Mönche und die Zwangsverwaltung für Lorch. An der Struktur der Grundherrschaft wurde nichts geändert, da der Herzog daran interessiert war, sie als Sondervermögen zu erhalten, auf das die Landstände keinen Einfluss hatten. Die Verwalter unternahmen aber nichts gegen die seit 1525 aufgelaufenen Schulden. Durch das Augsburger Interim durften die Mönche 1548 zurückkehren. Unter dem neuen Abt Benedikt gelang zwar die Sanierung, doch waren die Tage des Benediktinerklosters gezählt.

### Reformation
1556 hob Herzog Christoph die Benediktinerabtei auf und verfügte die Errichtung einer Klosterschule, die aus den Einkünften der Grundherrschaft finanziert wurde. Der letzte katholische Abt starb im Jahr 1563, in der Zukunft wurden vom Herzog evangelische Äbte bestimmt, die das ehemalige Kloster verwalten sollten. Sie hatten Stimmrecht im württembergischen Landtag und wurden bald auch als Prälaten bezeichnet.
Im Jahr 1583 wurde – vermutlich aufgrund der schlechten wirtschaftlichen Lage des Klosters – die Klosterschule auf Befehl von Herzog Ludwig von Württemberg zusammen mit den Klosterschulen in Anhausen und Denkendorf aufgehoben, die Schüler besuchten fortan die Schule des Klosters Adelberg.

### Frühe Neuzeit
Im Dreißigjährigen Krieg kamen noch zweimal katholische Mönche nach Lorch, konnten sich aber nicht lange halten. Seit 1727 wurde der Abtstitel mit dem Kanzleramt der Universität Tübingen verbunden. Erst mit der Erhebung Württembergs zum Königreich und der damit verbundenen Neuorganisation des Staatsgebietes in napoleonischer Zeit wurde auch das Klosteramt aufgelöst. Es ging im 1807 gebildeten Oberamt Lorch (ab 1820 Oberamt Welzheim) auf.

### Nationalsozialismus
1932 hatte die evangelische Württembergische Landeskirche die Räume des Klosters für eine Evangelische Bauernschule zur Verfügung gestellt. Ab Herbst 1934 verbot der NS-Staat der Kirche die Nutzung der Räume, löste die Bauernschule auf und richtete stattdessen eine nationalsozialistische Bauernhochschule ein. Sie wurde vom Reichsnährstand finanziert, lehrte die Blut-und-Boden-Ideologie und bestand bis 1945.
Ab 1937 wurde die Klosterkirche zu einer „Staufer-Gedenkstätte und … Stätte für nationalsozialistische Feierstunden“ erklärt. Feiern der NSDAP und der SS wurden hier abgehalten, ebenso nationalsozialistische „Eheweihen“, „Jugendweihen“ und ab 1940 auch „Heldenfeiern“ für gefallene Soldaten. Gemeinsames Leitbild dieser Feiern war die Verherrlichung der Staufer, in deren Tradition sich die Nationalsozialisten sahen.

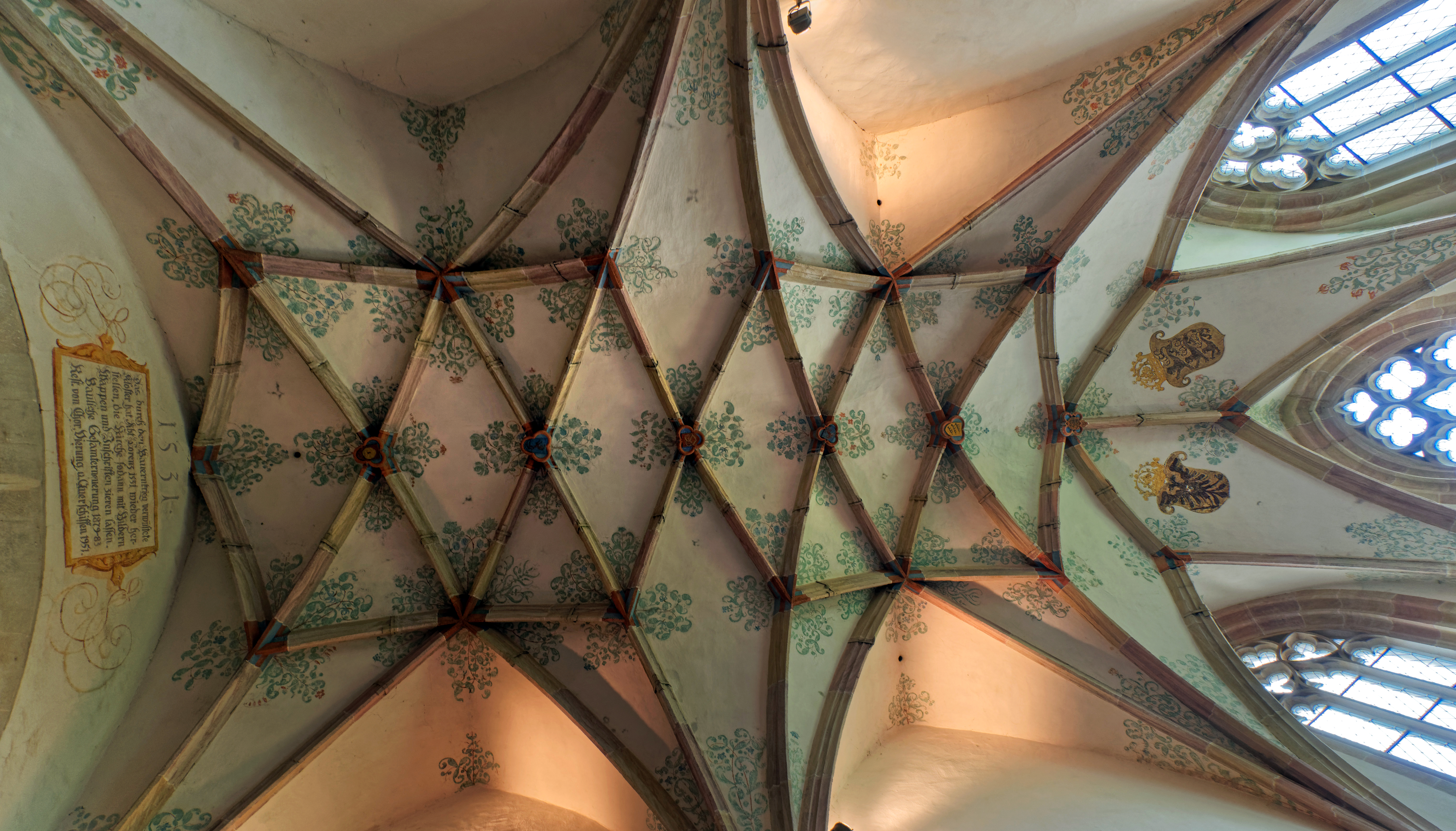
Gotisches Chorgewölbe

## Gebäude

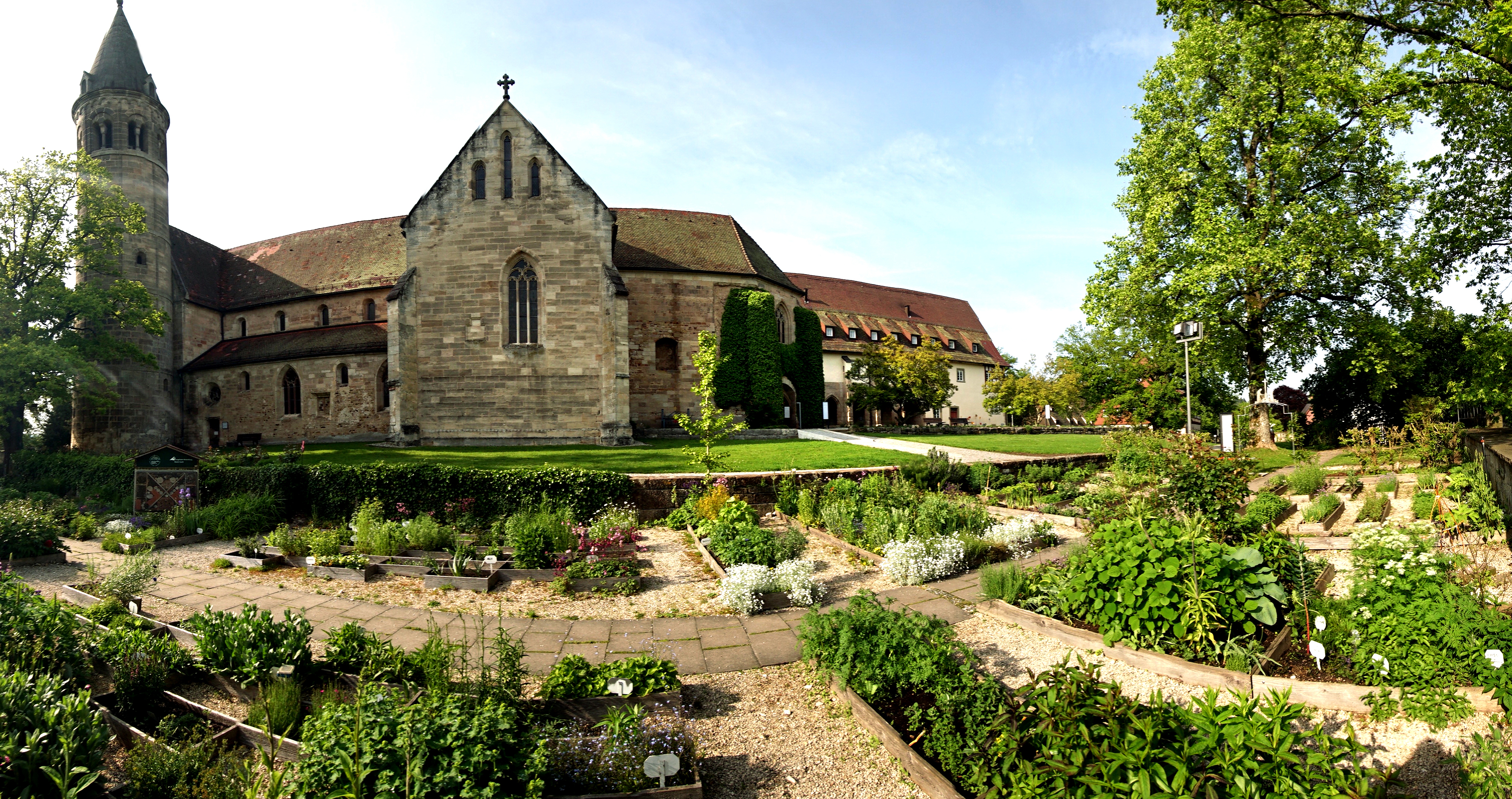
Blick über den Klostergarten zur Kirche

Die Klosterkirche ist eine romanische Pfeilerbasilika mit Querhaus und ausgeschiedener Vierung. An der Westseite standen zwei runde Treppentürme, deren nördlicher im 15. Jahrhundert einstürzte. Der südliche Turm wurde 1881 restauriert und um ein Stockwerk erhöht. Heute prägt er wesentlich die Silhouette der Gesamtanlage. Ein Vierungsturm, der um 1200 aufgesetzt worden war, verschwand wieder am Ende des Mittelalters, vielleicht infolge der Brandschäden im Bauernkrieg 1525. Dafür trug der Chor lange Zeit einen Dachreiter. Zwei Grabkapellen für die Adelsfamilien Woellwarth und Schechingen, die in den Querarmen abgetrennt worden waren, wurden im 19. Jahrhundert zugunsten des Raumeindrucks wieder beseitigt. Die Grabmäler stehen oder liegen nun an den Außenwänden des Kirchengebäudes.
Der ursprünglich innen rund und außen flach endende romanische Chor wurde nach der Reformierung 1462 durch einen längeren gotischen 5/8-Chor ersetzt. Da der Kreuzgang aber an der Ostseite und nicht wie üblich an der Südseite der Kirche lag, wurde der Chor treppenförmig gestuft, so dass der Kreuzgang unter dem Chorschluss durchlaufen konnte.
Wie der Kreuzgang lagen die Klausurgebäude auf der Ostseite, so dass eine streng axiale Anlage mit monumentaler Wirkung entstand, trotz der vergleichsweise geringen Abmessungen. Vorbild dafür war vielleicht das Kloster Heiligenberg bei Heidelberg. Heute ist nur noch der Nordflügel der Klausur erhalten. Immer wieder wird diskutiert, ob es Verbindungen zur Abtei Maria Laach geben könnte, wo die Kirche eine ähnliche Grundkonzeption hat und woher angeblich auch der erste Abt Harbert gekommen war. Die sogenannte Abtei wurde am Anfang des 16. Jahrhunderts als repräsentativer Wohnsitz des Prälaten errichtet und zeigt noch schöne Wappensteine an der Fassade.
Ferner haben sich ansehnliche Reste der alten Befestigung erhalten, u. a. ein alter Wehrturm. Die Wirtschaftsgebäude wurden in ein Altersheim umgewandelt.

## Kunstschätze

### Lorcher Chorbücher
Nach Verzeichnissen aus dem 16. Jahrhundert muss das Kloster sehr viele Reliquien und Kunstwerke besessen haben. Auch die Bibliothek dürfte sehr umfangreich gewesen sein. Wegen des Bauernkriegs und der Reformation ist vom Bestand aber kaum etwas erhalten. Die Württembergische Landesbibliothek in Stuttgart bewahrt die sogenannten Lorcher Chorbücher, drei prächtig ausgestattete Chorbücher (zwei Antiphonare und ein Graduale), auf, die 1511/12 entstanden. Hinten in der Kirche sind im nördlichen Mittelschiff Replikate mit weiteren Informationen ausgestellt.

### Staufergrabmal

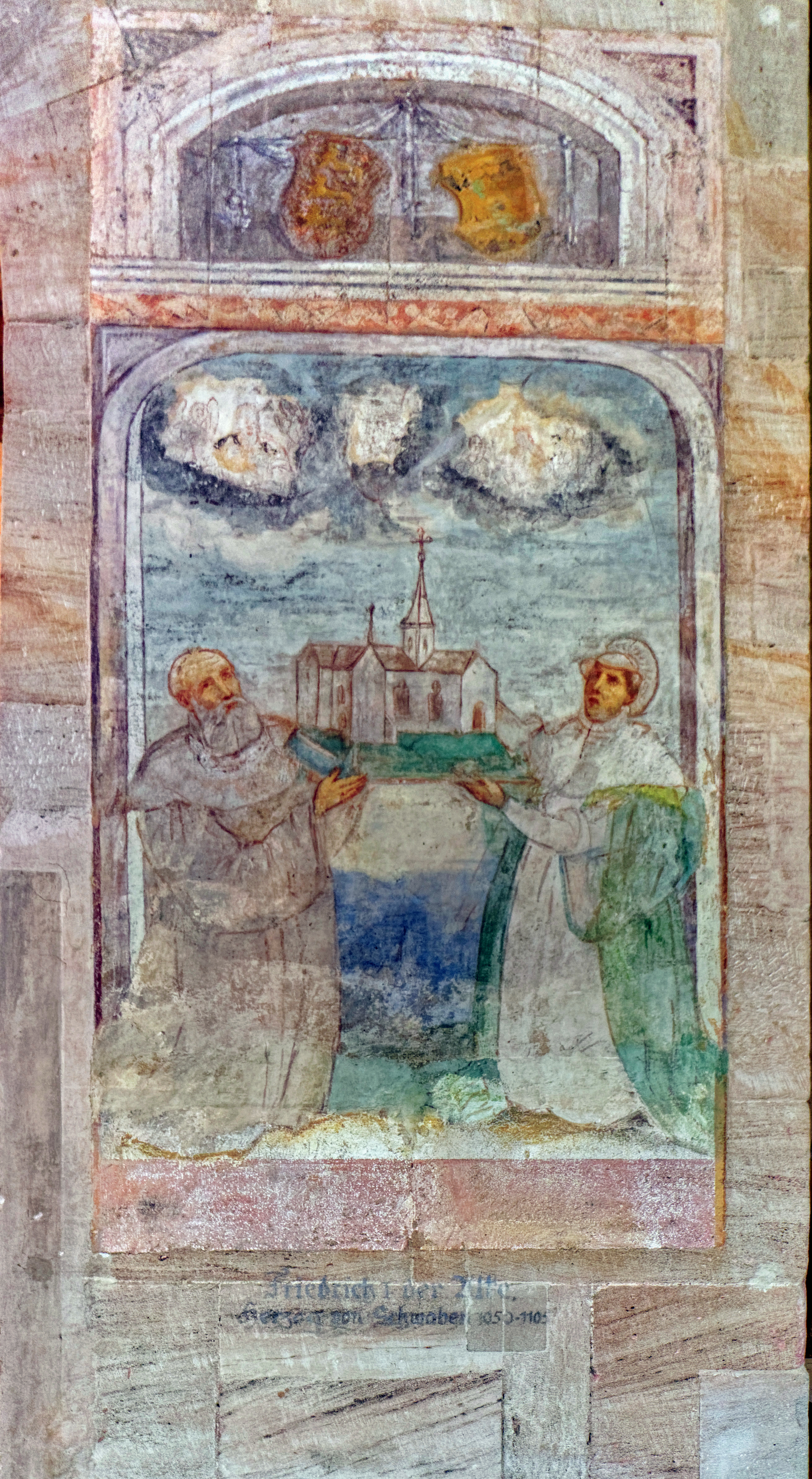
Herzog Friedrich I. von Schwaben

Eines der bildnerischen Hauptwerke in der Klosterkirche ist das spätgotische Staufergrabmal, das 1475 von einem unbekannten Göppinger Bildhauer geschaffen wurde. Unter dieser Tumba sind die Angehörigen der Stauferfamilie in einer Gruft bestattet. Es handelt sich u. a. um die sterblichen Überreste von Herzog Friedrich I. von Schwaben, Herzogin Judith Welf, möglicherweise von König Heinrich (VI.), von den Herzögen Friedrich V. und Konrad II. sowie von Königin Irene von Byzanz.
Die Tumba hat die zeitübliche Form eines Kastenaltars (2,31 × 1,36 × 0,99 m). In den eingerundeten Ecken sind teilweise zerstörte Statuetten eingestellt. In den beiden zum Altar hin gewandten Figuren wird das Stifterehepaar des Klosters vermutet. Die beiden anderen Figuren könnten deren Sohn Konrad III. und dessen Ehefrau Gertrud von Sulzbach darstellen. Der auf der Deckplatte der Tumba in gotischen Minuskeln eingemeißelte Text lautet: da gloririam deo Anno domini MCII iar ward diß / closter gestift Hie lit begraben herzog fridrich von swaben Er und siin / kind disß closters stiffter sind sin nach / kimling ligent och hie bij got in allen gnadig sii Gemacht im 1475. Zwei Engel halten einen Schild und darüber einen beschädigten Bügelhelm. Ihn erhöht die Helmzier in Form eines Kronreifs, der die seitlich hochwehenden Decken festhält, und schließlich der Adler mit gereckten Schwingen. Ein Dreipass mit Maßwerkzwickeln schließt das Bild.

### Stauferbilder an den Pfeilern
Wohl um 1530 wurden die Pfeiler mit den heute noch sichtbaren Stauferbildnissen versehen. Trotz mehrerer Übermalungen ist die Formensprache der Renaissance gut zu erkennen.

### Weitere Grabmäler
Außerdem befinden sich im Gotteshaus noch zahlreiche Grabmäler von Mitgliedern der Familien von Schechingen und von Woellwarth sowie von Äbten des 14. bis 16. Jahrhunderts. 

### Chorgestühl (heute in der St.-Afra-Kirche von Täferrot)
Ein Rest des ursprünglich unbemalten Chorgestühls ist in der St.-Afra-Kirche von Täferrot erhalten, wo es 1565 in deren Chor eingefügt wurde. Es wurde dort 1683 bemalt und 1906 ergänzt und renoviert.

## Heutige Nutzung
Kloster Lorch ist für Besichtigungen geöffnet. Es zählt zu den landeseigenen Monumenten und wird von der Einrichtung Staatliche Schlösser und Gärten Baden-Württemberg betreut.
Im Kapitelsaal des Klosters befindet sich das 2002 fertiggestellte 130 m² große Staufer-Rundbild von Hans Kloss.

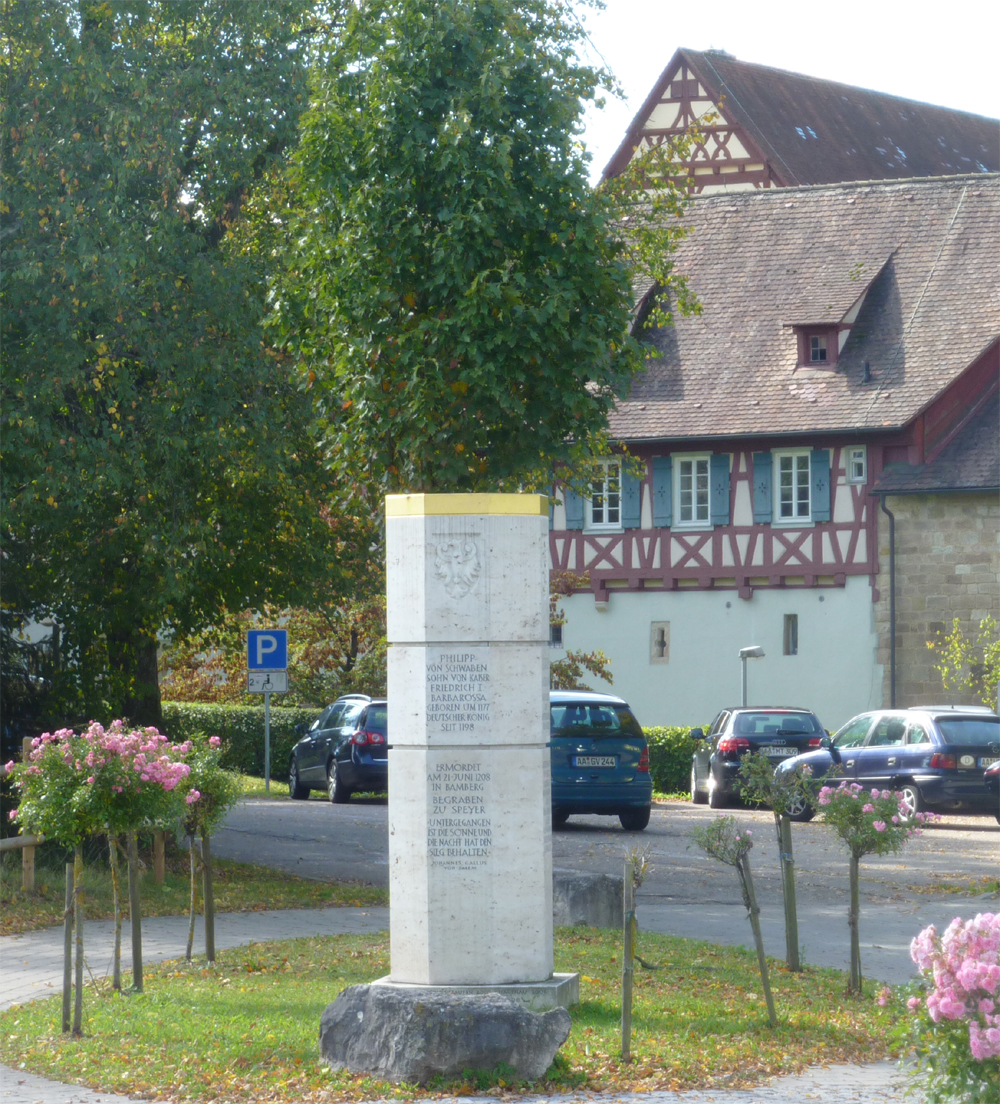
Im Jahr 2008 eingeweihte Stauferstele zu Ehren von Irene von Byzanz

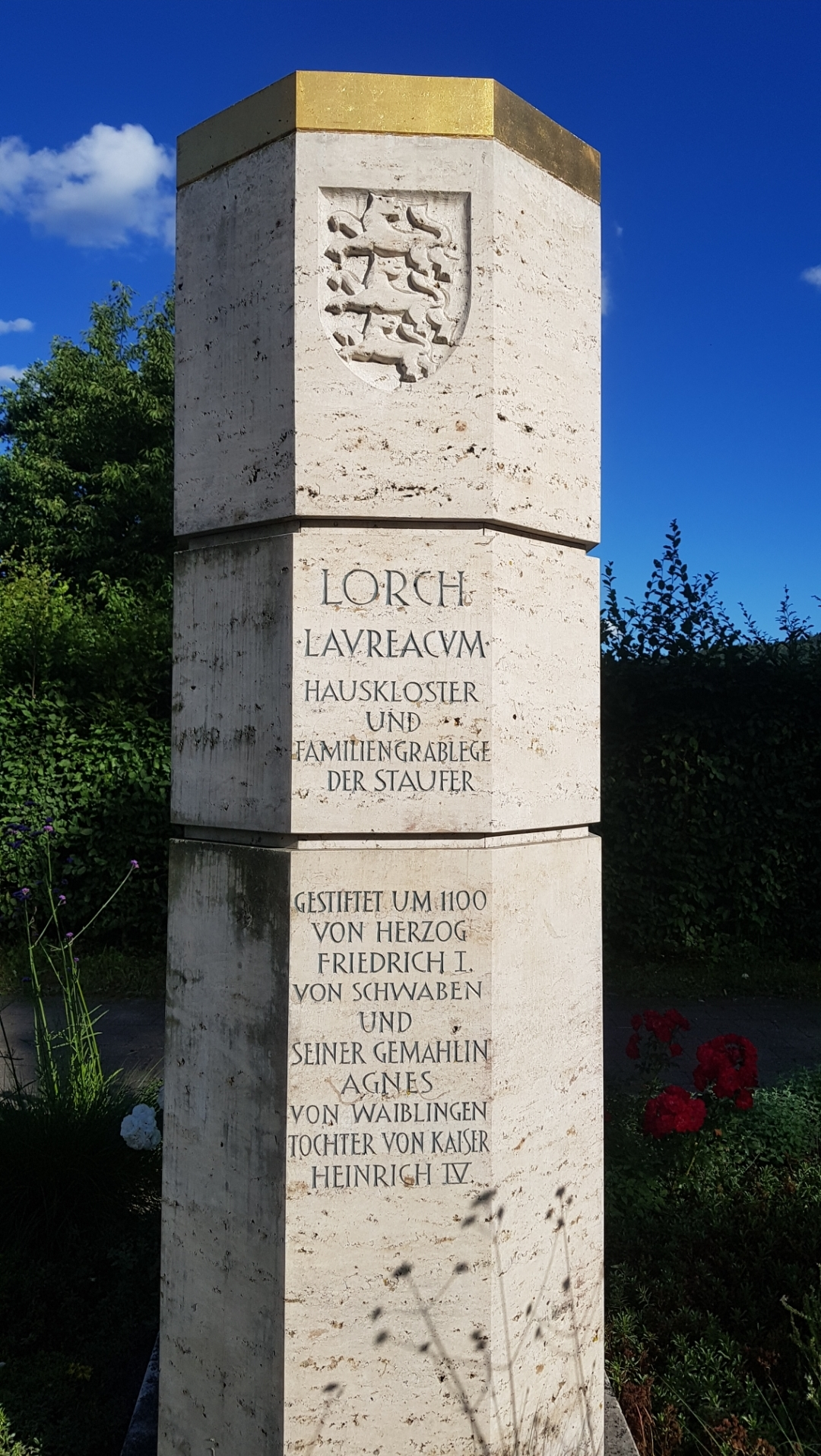

Vor dem Eingang zum Kloster steht seit 2008 eine Stauferstele. Sie wurde zum 800. Todestag von Irene von Byzanz eingeweiht. Irene war die Frau des Stauferkönigs Philipp von Schwaben, sie ist im Kloster begraben.
Ebenfalls am Eingang zum Kloster befindet sich die Staufer-Falknerei Kloster Lorch.
Das Abtsgebäude ist seit 1952 an die Evangelische Heimstiftung GmbH verpachtet, die dort ein Pflegeheim mit 34 vollstationären Plätzen betreibt.

## Abtsliste

### Äbte vor der Reformation
- Harbert 1102?–1124?
- Kraft 1135–1162
- Heinrich 1171–1194
- Werner um 1200
- Friedrich (I.) 1239
- Konrad 1251
- Ulrich (I.) 1260–1284
- Gebzo 1290–1303
- Friedrich (II.) 1308–1328
- Kuno von Gundelfingen 1329–1330 (amtierte bis 1332 als Pfleger des Klosters weiter)
- Ulrich (II.) 1333
- Ludwig von Stubenberg 1333–1371 († 1374)
- Volkart (I.) von Schechingen 1372–1389
- Volkart (II.) von Woellwarth 1391–1399
- Johannes von Schechingen 1400–1412
- Wilhelm Schenk von Arberg 1414–1441
- Volkart (III.) von Schechingen 1443–1461
- Nikolaus Schenk von Arberg 1462–1477 († 1479)
- Jodokus Winkelhofer 1477–1480
- Georg Kerler 1481–1510, stammte aus einer Bäckersfamilie, Wappen mit Brezel im Südlichen Querhaus
- Sebastian Sitterich 1510–1525, Wappen mit fünf fliegenden Sittichen am nordwestlichen Ende der Kirche am Pfeiler
- Laurentius Autenrieth 1525–1548 († 1549), stammte aus einer Müllerfamilie, Wappen mit Mühlstein
- Benedikt Rebstock 1548–1563

### Evangelische Äbte
- Georg Udal 1573–1576
- Abel Weinlin (Vinarius) 1577–1602
- Jakob Magirus 1602–1624
- Melchior Nicolai 1625–1627
- Jakob von Grab 1627–1630

### Katholische Äbte zur Zeit der Restitution im Dreißigjährigen Krieg
- Friedrich Kohler (Administrator) 1630–1632

### Evangelischer Abt
- Johann Jakob Albich 1633–1634

### Katholische Äbte zur Zeit der Restitution im Dreißigjährigen Krieg
- Friedrich Kohler 1634–1639
- Vincentius Haug 1639–1641
- Placidus Rauber 1641–1648

### Evangelische Äbte
- Wendel Bilfinger 1651–1661
- Johann Jakob Müller 1662–1669
- Johann Christian Hengheer 1669–1671
- Christoph Wölfflin 1671–1680
- Joachim Martini 1683–1697
- Georg Burkhard Knebel 1699–1703
- Michael Förtsch 1703–1705
- Johann Wendel Bilfinger 1707–1713
- Christoph Zeller 1713–1727
- Christian Matthäus Pfaff 1727–1756
- Jeremias Friedrich Reuß 1757–1777
- Christian Friedrich Sartorius 1777–1785
- Johann Friedrich LeBret 1786–1805
- Christian Friedrich Schnurrer 1806